# Гульдер
Гульдер (каз. гүлдер — Цветы) — советский, казахский республиканский молодёжно-эстрадный ансамбль, организованный в 1969 году народным артистом республики Казахстан Г. Галиевой. В том же году была поставлена первая концертная программа «Степные напевы» под руководством режиссёра С. Елеусизова.

С 1970 года «Гульдер», с гастролями побывал во всех областях Казахстана, а также в Москве, Ленинграде, Минске, Риге, Таллине, Ташкенте. В конце 1970-х годов выступления прошли «Гульдер» за рубежом: в Бельгии, Германии, Малайзии, на Кубе. «Гульдер» — лауреат Всемирного фестиваля молодёжи и студентов в Гаване (1976).
В ансамбле начинали концертную деятельность народные артисты Казахстана К. Байбосынов, Капаш Кулышева, Р. Рымбаева. С. Тыныштыгулова, М. Жунусова и другие. В репертуаре ансамбля казахские песни, танцы народов CHГ и зарубежных стран, концертные программы («Золотая домбра», «Казахские узоры», «Ритмы Гульдера», «Цвети Казахстан» и другие).

## Список музыкантов, работавших в ВИА "Гульдер" (в алфавитном порядке)
1. Фарида Абаханова (вокал),
2. Булат Абдиахметов (вокал),
3. Каракат Абильдина (вокал), kk:Қарақат Әбілдина
4. Медеу Арынбаев (вокал, 1995-97), kk:Медеу Уәлиханұлы Арынбаев
5. Кайрат Байбосынов (вокал, 1969-88),
6. Серик Елеусизов (руководитель),
7. Каргылаш Елеусизова (руководитель),
8. Лукпан Есенов (вокал, 1969-76),
9. Нагима Ескалиева (вокал, 1978-85),
10. Сембек Жумагалиев (вокал),
11. Макпал Жунусова (вокал, 1981-88),
12. Ардак Исатаева (вокал),
13. Женис Искакова (вокал),
14. Айгуль Косанова (вокал),
15. Айткуль Кудайбергенова (домра), kk:Айткүл Құдайбергенова
16. Канат Кудайбергенов (домра), kk:Қанат Жолдыбайұлы Құдайбергенов
17. Капаш Кулышева (вокал, 1969-?),
18. Асан Макашев (вокал),
19. Акжол Меирбеков (вокал), kk:Ақжол Нұсқабекұлы Мейірбеков
20. Хайрулла Мулькибаев (вокал),
21. Майра Нуркенова (вокал),
22. Айжан Нурмагамбетова (вокал, 1985-97),
23. Таскын Окапов (руководитель),
24. Каламкас Рахимов (вокал),
25. [Канал на youtube.com] Роза Рымбаева (вокал, 1976-79),
26. [Канал на youtube.com] Мадина Садвакасова (вокал),
27. Талгат Сарыбаев (руководитель),
28. Женис Сейдуллаулы (руководитель, вокал, 1984-87, 1994-97, 2005-06),
29. Гулнар Сикымбаева (вокал, 1985-?),
30. Кудайберген Султанбаев,
31. Бахтияр Тайлахбаев (руководитель, вокал, 1983-?), kk:Бақтияр Байқараұлы Тайлақбаев
32. Бигазы Туткабеков (вокал),
33. Сара Тыныштыгулова (вокал, 1969-75),
34. [Канал на youtube.com] Бахытжан Хаджимуханов (вокал),
35. Едиль Хусаинов (казахские народные инструменты),
36. Бахыт Шадаева (вокал, 1989-93), kk:Бақыт Қалсапарқызы Шадаева
37. Шахизада (вокал, 1995-?).[2]